# Vajkovics Imre
Vajkovics Imre (Nagyvárad, 1715. július 22. – Kalocsa, 1798. november 28.) teológiai és bölcseleti doktor, Jézus-társasági áldozópap, később kalocsai nagyprépost.

## Élete
1731-ben lépett a rendbe, a negyedik ünnepélyes fogadást 1751-ben tette le; a bölcseletet Kassán, 1750-51-ben tanította; 1755-ben a bibliai nyelveket, 1756-58-ban a bibliai szónoklatot, 1780-ban a szentírás-magyarázatot Nagyszombatban, az ágazatos hittant Győrött és Budán, a kánoni jogot szintén a nagyszombati egyetemen (1759) adta elő. Itteni működése idejében a gimnáziumi osztályok elöljárója (linguarum decanus 1755-58) s a bölcseleti kar dékánja volt (1760).
1759. november 30-án a hittudománynak doktora lett. Utóbb a felsőbb tanulmányokat Budán, a rend házait Pécsett, Nagyváradon igazgatta. Egy ideig (1767) a királyi helytartótanácsnál Pozsonyban a könyvvizsgálói tisztet viselte.
Rendjének feloszlatása (1773) után 1776-ban kalocsai kanonok lett, 1790-ben az ottani főkáptalan nagyprépostjává és választott almissai püspökké neveztetett.

## Művei
- Élementa arithmetiae numericae et literalis practicae et theoreticae in usum discentium proposita. Cassoviae, 1753
- Cels. ac Rev. S. R. I. princeps Nicolaus e comitibus Csáky de Keresztszegh, ecclesiae metropolit. Sirigoniensis archi-episcopus &c. laudatione funebri celebratus, dum eidem principi in basilica Divi Martini Posonii justa funebria persolverentur. Mense Junio die 21. anno 1757. Tyrnaviae, 1757
- Oratio gratulatoria... Ladislao e comitibus Kollonitz de Kollegrad, metrop. Colocensis et Bacsiensis ecclesiarum, canonice unitarum archi-episcopo, occasione primi ad ecclesiam suam metropolitanam accessus dicta et oblata... die 2. Junii anno 1788. Viennae, 1788
- Decas dissertationum ecclesiastico-politicarum de censoria librorum disciplina, secundum seriem temporum ad annum usque 1767. perducta, codemque etiam conscripta. Quartum duabus postremis jam nuper typo datis, nunc prima quoque addita est. Pestini. 1791
- Dissertatio de censura librorum perniciosorum, ac specialiter libertinismo infectorum anno 1767. conscripta, nunc vero sine omni mutatione edita. Colocae, 1791
- Dissertatio de potestate principum saecularium in censuram librorum. Uo. 1791
- Quaestio prodroma de voto, item et sessione non unitorum graeei ritus episcoporum instituta ab inclytae per articulum 10. anni 1792. determinate deputationi oblata. Uo.
- Censura religionario-politica libelli, cui titulus: Declaratio statuum catholicorum qui ad conventum, catholicum, die 30. novembr. 1790. apud archiepiscopum Colocensem celebratum, non influxerunt. Kalocsa, 1791. Editio 2. a nonnullis exoptata, & locupletior 1792. Hely n.
- Cura superfluorum superflua occupari convincuntur, qui putant, nova quapiam regulatione beneficiorum ecclesiasticorum opus esse, ut eorum superflua competentur erogentur. Pestini, 1792
- De censoria librorum disciplina libri duo. Colocea (1795)
- Iconismus orationis sacrae praetice adumbratus atque magistrorum aurea potissimum aetatis raeceptionibus, quin & verbis fere eorundem in usum candidatorum theologiae conformatus. Tyrnaviae, 1756. Colocae, 1796 (Ad usum cleri dioecesis Nitriensis recusus. Vindobonae, 1801)
- Systema de origine sacrae regni Hungariae coronae. Ab illustr. dno comite Petro de Réwa... olim elucubratum. Nunc vero adversus neophyta clar. Samuelis Décsi figmenta defensum. Colocae, év n. Két kötet (2. kiadás. Uo. 1798)